# جیمز پونیووزیک
جیمز پونیووزیک (انگلیسی: James Poniewozik؛ زادهٔ ۱۲ ژوئیهٔ ۱۹۶۸) روزنامه‌نگار اهل ایالات متحده آمریکا است. وی از سال ۱۹۹۷ میلادی تاکنون مشغول فعالیت بوده‌است.